# Urophora fedotovae
Urophora fedotovae
 es una especie de insecto díptero del género Urophora, familia Tephritidae. Valery Korneyev lo describió científicamente por primera vez en el año 1991.